# Bonnington
Bonnington war eine Whiskybrennerei in Leith, City of Edinburgh, Schottland. Manchmal wird sie auch als Leith Distillery bezeichnet und darf nicht mit der 1825 gegründeten Lochend-Brennerei verwechselt werden, die auch als Leith bezeichnet wurde.

## Geschichte
Die Brennerei wurde 1798 von Balenie & Kemp in der Stadt Leith gegründet. Sie gehört damit zu den ältesten kommerziellen Destillerien Schottlands und war die erste Brennerei in der Stadt Leith. Sie erzeugte zunächst Malt Whisky. 1805 wurde der Betrieb von John Haig übernommen. Zu Bekanntheit gelangte die Brennerei, als sie 1835 als erste Brennerei weltweit eine Coffey Still einsetzte und von diesem Zeitpunkt an Grain Whisky produzierte. Der Betrieb wurde im Jahre 1853 eingestellt.